# 撃針

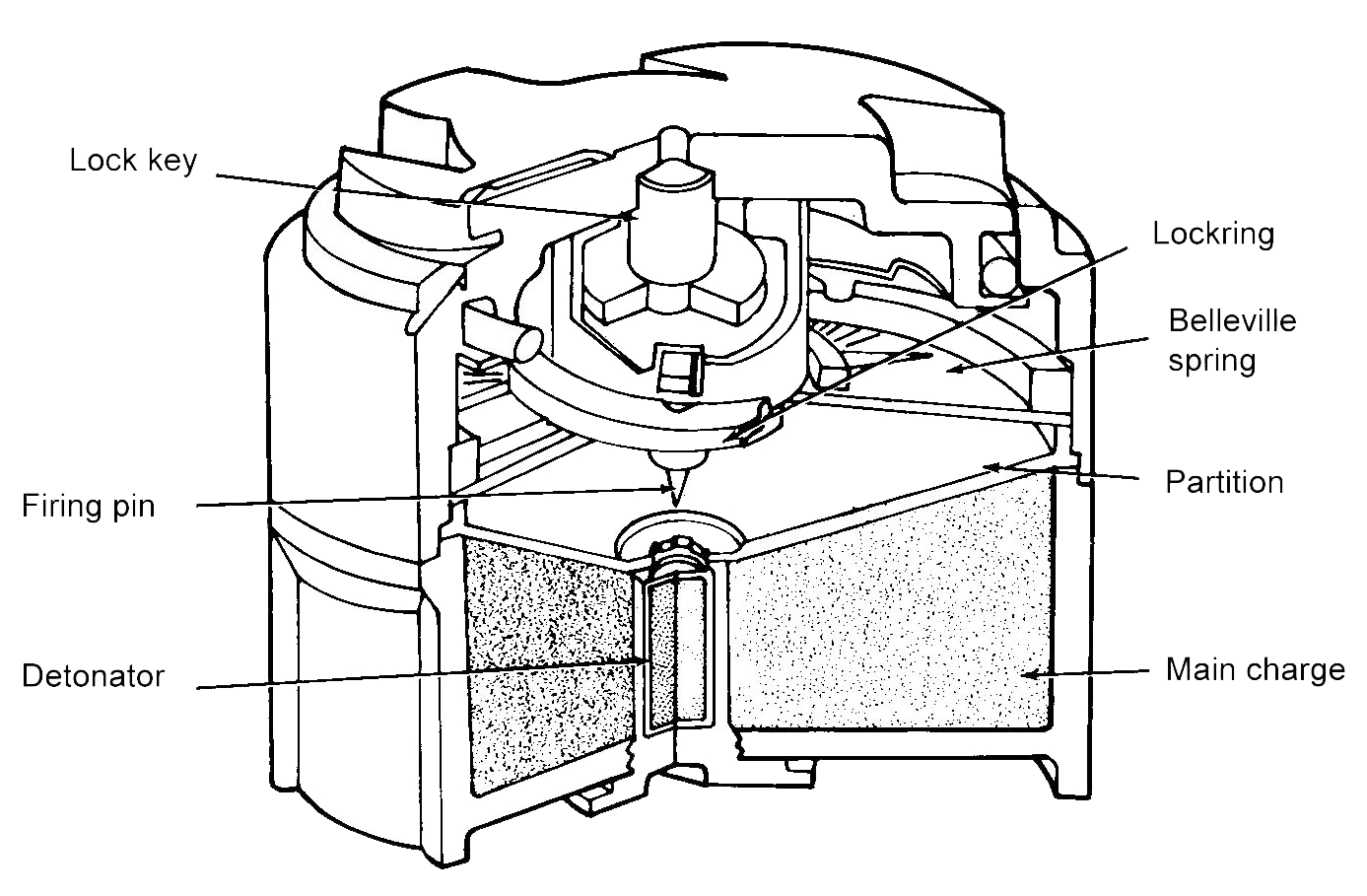
M14対人地雷の断面図。一体式の撃針が見える。

撃針（げきしん、英語: firing-pin）は、火器や爆破装置の部品である。役割が同じストライカーについても本項で述べる。

## 概要
撃針は、火器や爆破装置（たとえばM14地雷や爆弾の信管）などに使われる発火装置の部品である。
撃針にはいろいろな形があり、地雷、爆弾、榴弾などの信管や、その他の使い捨ての装置では、とがった先端を持っている。これに対して、火器で使われる撃針は、小さく丸い先端を持っている。これは、カートリッジの雷管を打って点火薬を爆発させるためであり、これによって（薬莢の中の）発射薬を発火させたり、雷管とブースターを発火させたりする。
先端が尖っていれば高い圧力が出せて、より確実に雷管を作動させられる。銃砲の撃針が丸まっているのは、一度きりの作動を確実にしたい使い捨て装置に対して繰り返し同じ装置を使うこと、雷管を突き抜いてしまうと繰り返しの使用にあたって様々な不都合が起きることが理由である。

## 撃針とストライカー

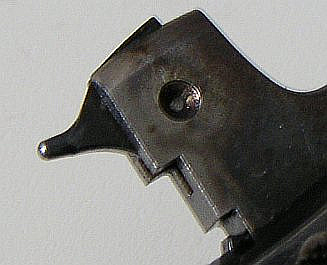
スミス&ウェッソン・M13の、撃針が組み込まれた撃鉄

撃針は軽い部品であり、スプリングの圧力を受けて動く撃鉄に叩かれて、そのエネルギーを雷管に伝える役割をする。
これに対して、ストライカーは撃鉄を伴わず、普通は撃針より重く、雷管を叩くエネルギーを提供するスプリングと直結している。
ストライカー機構は、たいていの場合、撃鉄と撃針の組み合わせによる機構より単純である。
撃針またはストライカーは、通常は、連発式火器のボルトの中に組み込まれている。
リボルバーや、さまざまな単発式の火器のようにボルトを持たない火器では、たいていの場合ストライカーを組み込むスペースを持たず、ごく短い撃針がフレームの中にあるか、撃鉄に取り付けられている。
ストライカーは、主にボルトアクション火器や拳銃を含む自動火器のような、もともと薬室の後方に遊底の前後するスペースをもつ種類の火器に用いられる。

## 撃針の構造

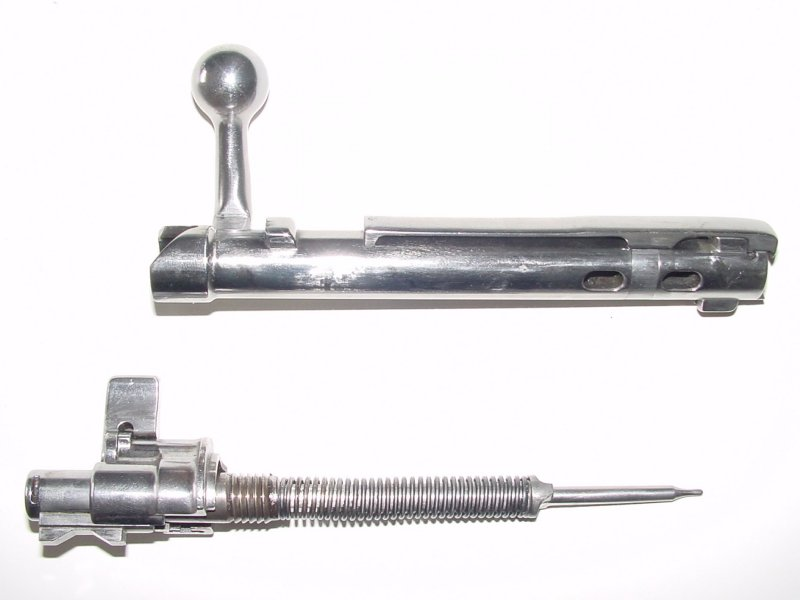
Gew98の、フィールドストリッピングされたボルトと、撃針およびセイフティメカニズム

典型的な撃針は、鋼鉄の小さな棒で、雷管を叩く方の端は半球状に丸められ、硬化されている。
端が丸められたことによって、雷管をへこませることが保証される。これが尖っていると、貫通してしまうおそれがある。
ほとんどの撃針は、雷管と反対の向きにスプリングで押されており、また、パッシブ・セイフティ・メカニズムが組み込まれていることも多い。
たとえば、トリガーが引かれるまでは撃針が動かないようにするブロックや、引き金を引くと撃鉄が撃針を叩くために必要な位置に移動する「トランスファー・バー」などである。
この安全装置は、手動安全装置や、引き金や撃鉄をブロックする安全装置に加えて装備される。
ボルトを備えたタイプの銃には、撃鉄が下りた状態でボルトフェイスから突き出さない程度に短い撃針を使うことがある。このタイプの撃針は慣性撃針(inertial firing pin)と呼ばれ、雷管を叩くのに十分な運動量を与えるには、撃鉄をフルストロークで落とす必要がある。撃鉄を落とした状態（ハンマー・レスト・ポジション）では、後方から衝撃を与えても、撃針が雷管を発火させるのに十分なエネルギーが与えられることは滅多にない。M1911ピストルの多くのバリエーションは、このタイプの撃針を使っている。

## ストライカーの構造
ストライカーは、基本的にはスプリングの圧力のかかった撃針で、普通は一つか二つの部品でできている。ワンピースのストライカーは、丸い金属棒から旋盤加工で削り出され、雷管を発火させるのに十分な質量を確保するために、撃針よりもかなり直径が大きい。ツーピースのストライカーは、普通、撃針と、それを取り付ける重いリア・セクションから成る。これは、撃針が撃鉄に取り付けられるのと基本的には同じである。ツーピースのストライカーは、ボルトアクションライフルに多く用いられ、シングルピースのストライカーは軽量化を狙って、例えばグロック17のような自動拳銃に多く用いられる。

## その他の利用
撃鉄を含むメカニズムは、手榴弾から化学酸素発生装置にいたる多くのシステムで用いられている。

## 画像

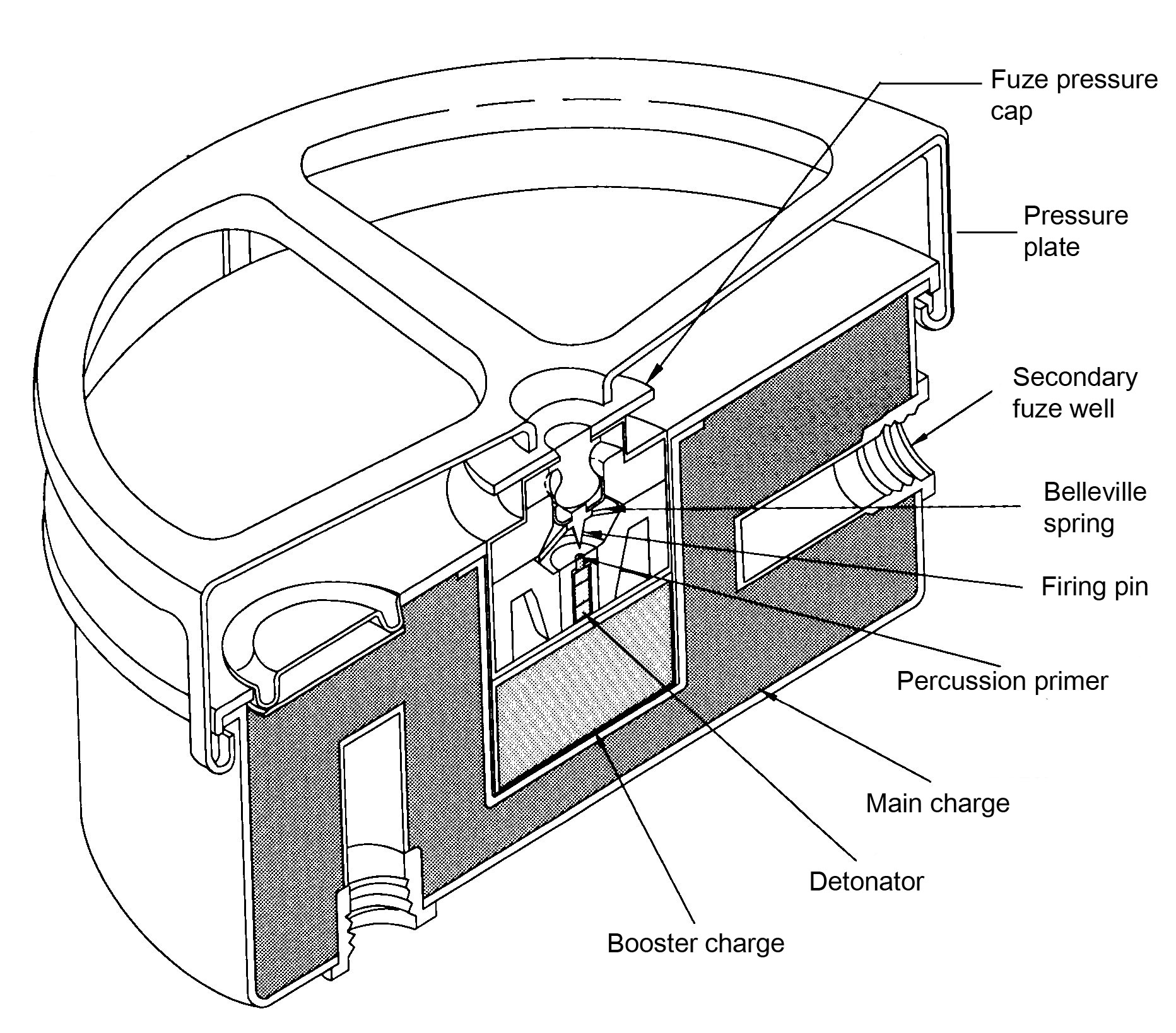
M4 対戦車地雷の断面。一体式の撃針が見える。
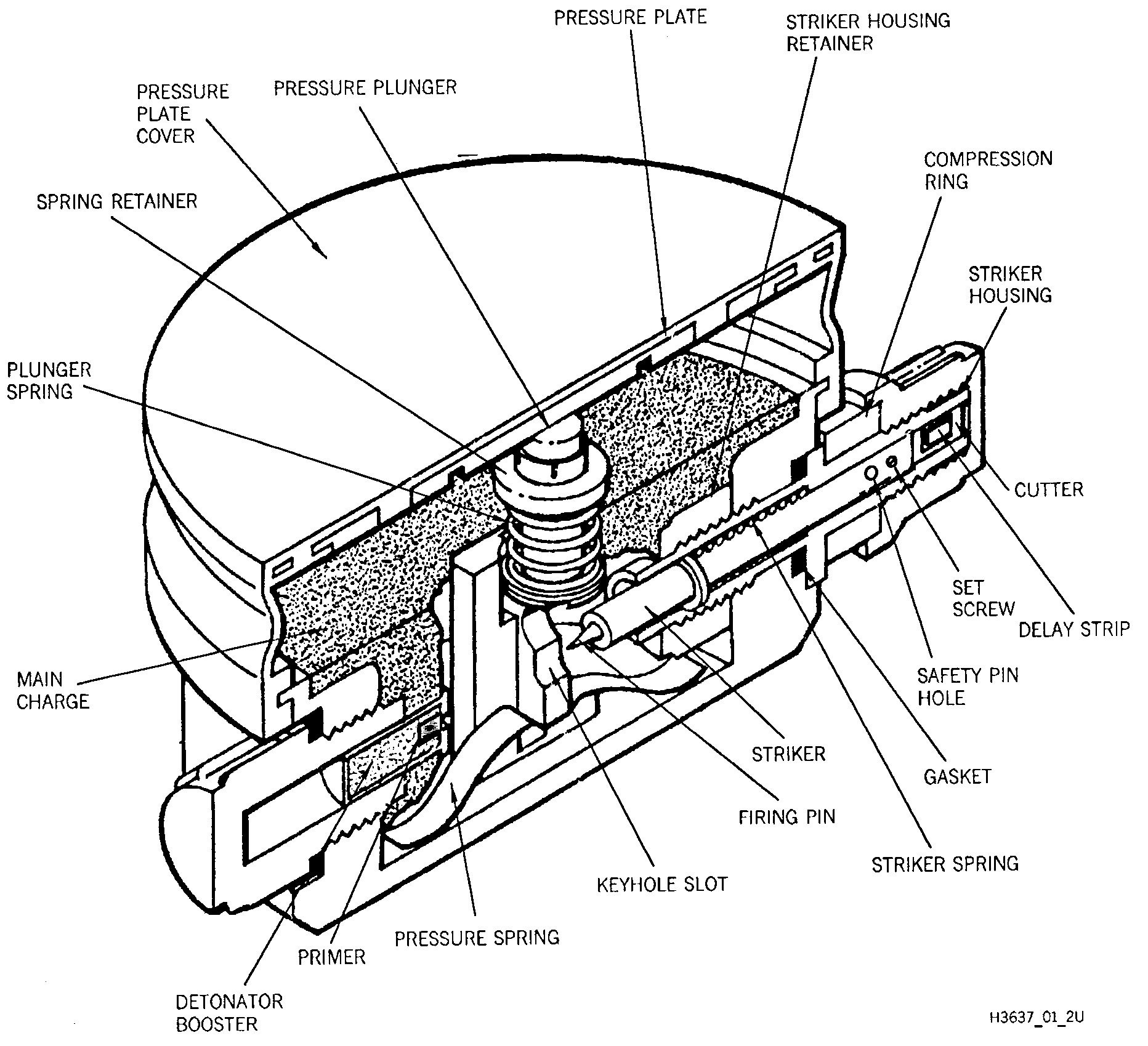
GYATA-64 対人地雷
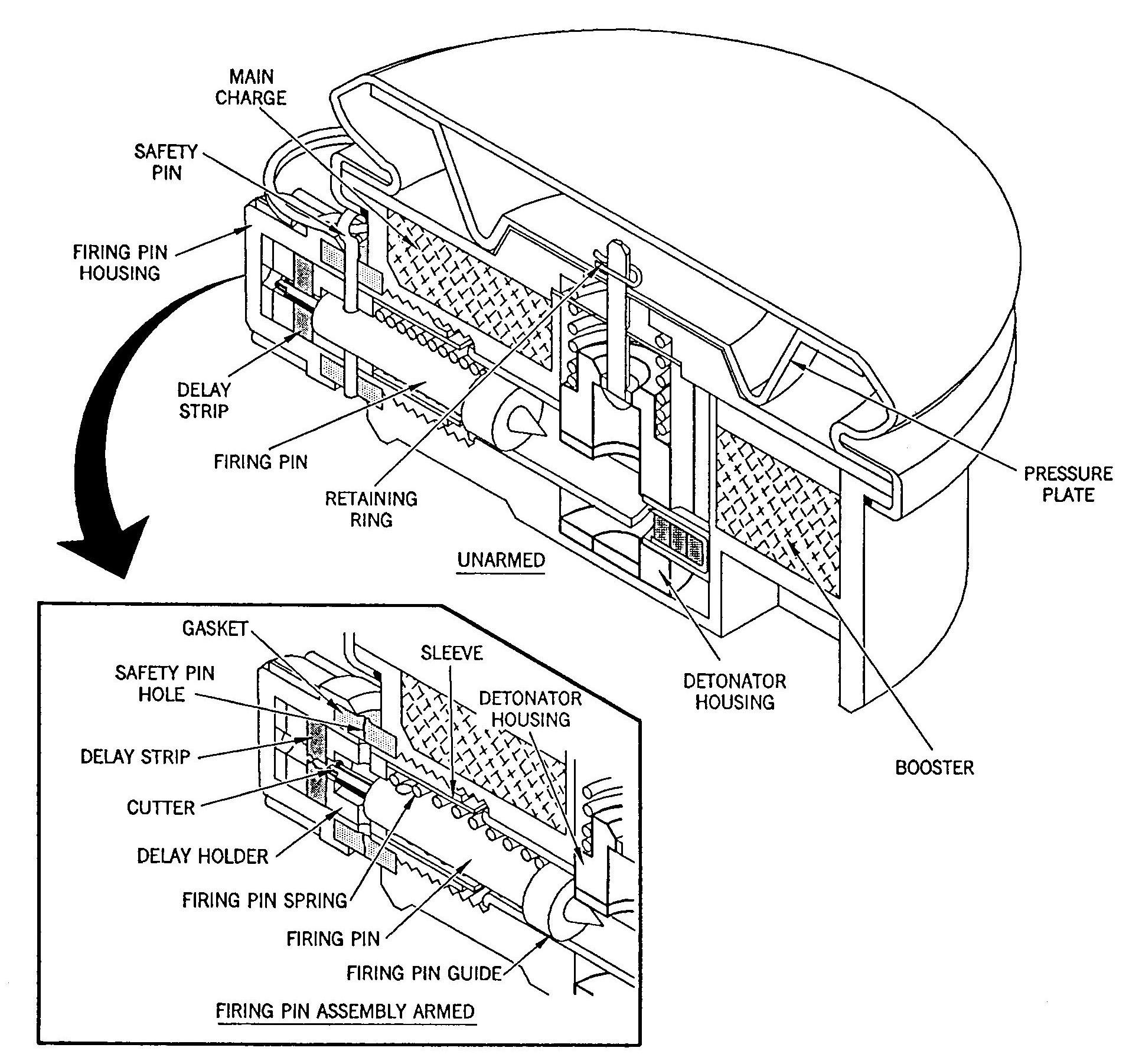
PM-79 対人地雷
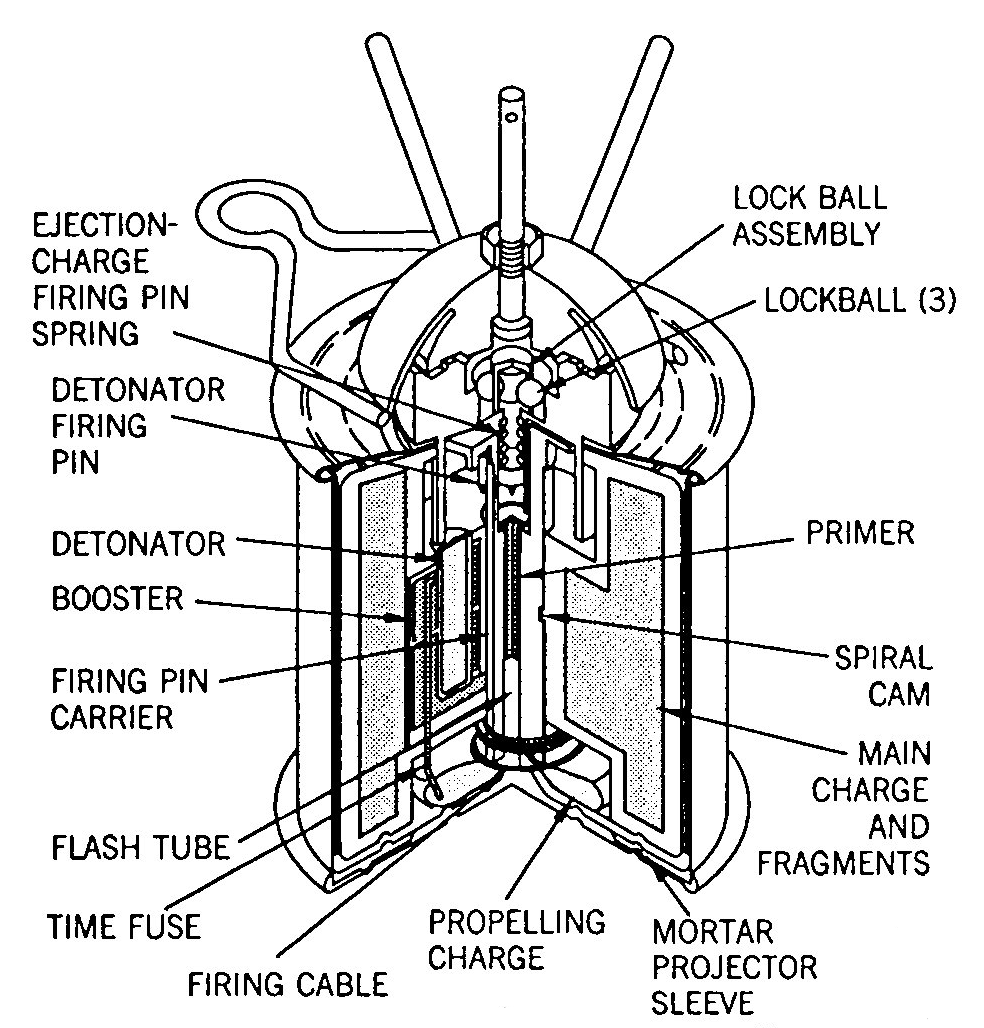
ヴァルマラ59 跳躍地雷
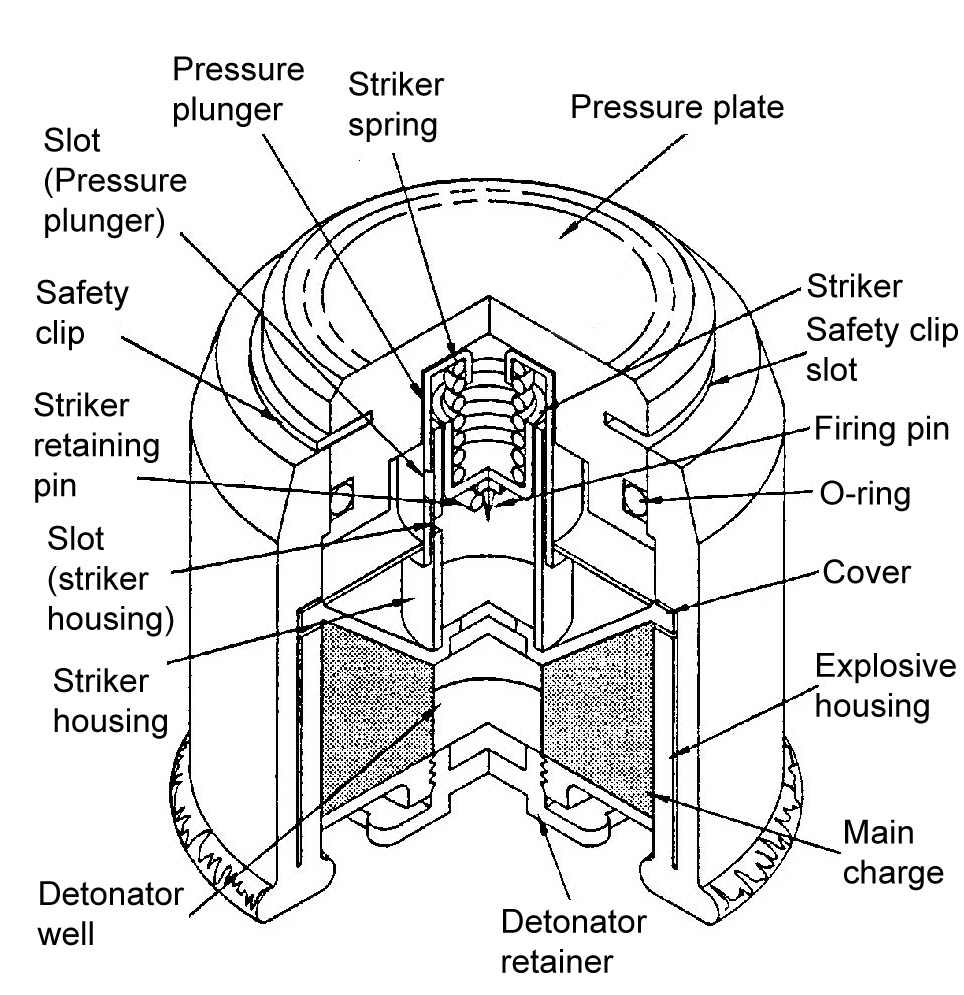
MD-82地雷 (M14地雷のベトナム製コピー)
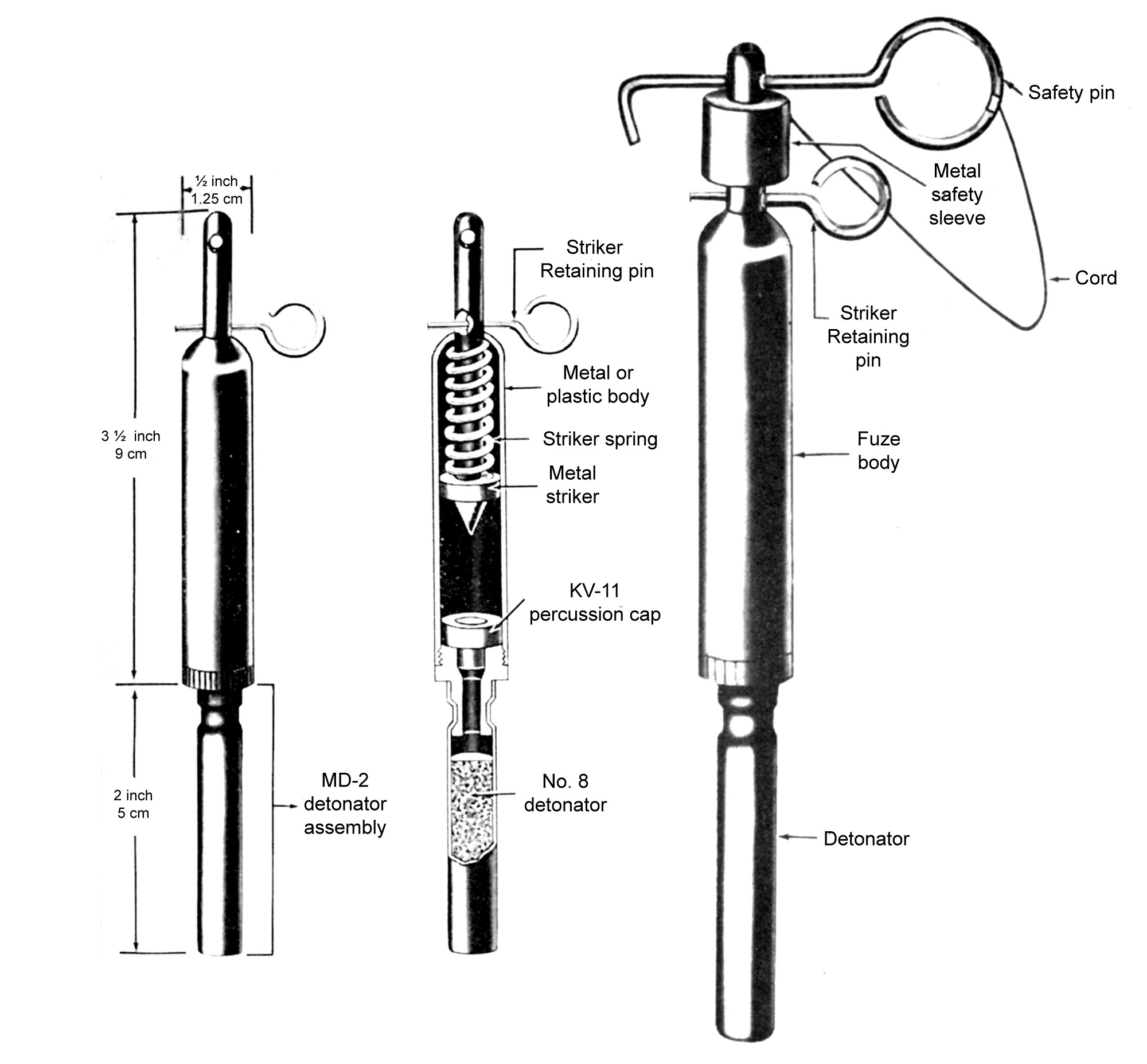
ソビエト連邦の軍用ブービートラップ発火装置（通常はトラップワイヤと接続される）。一体式の撃針が見える。信管の端は、セムテックスのような爆発物のブロックに挿入される。
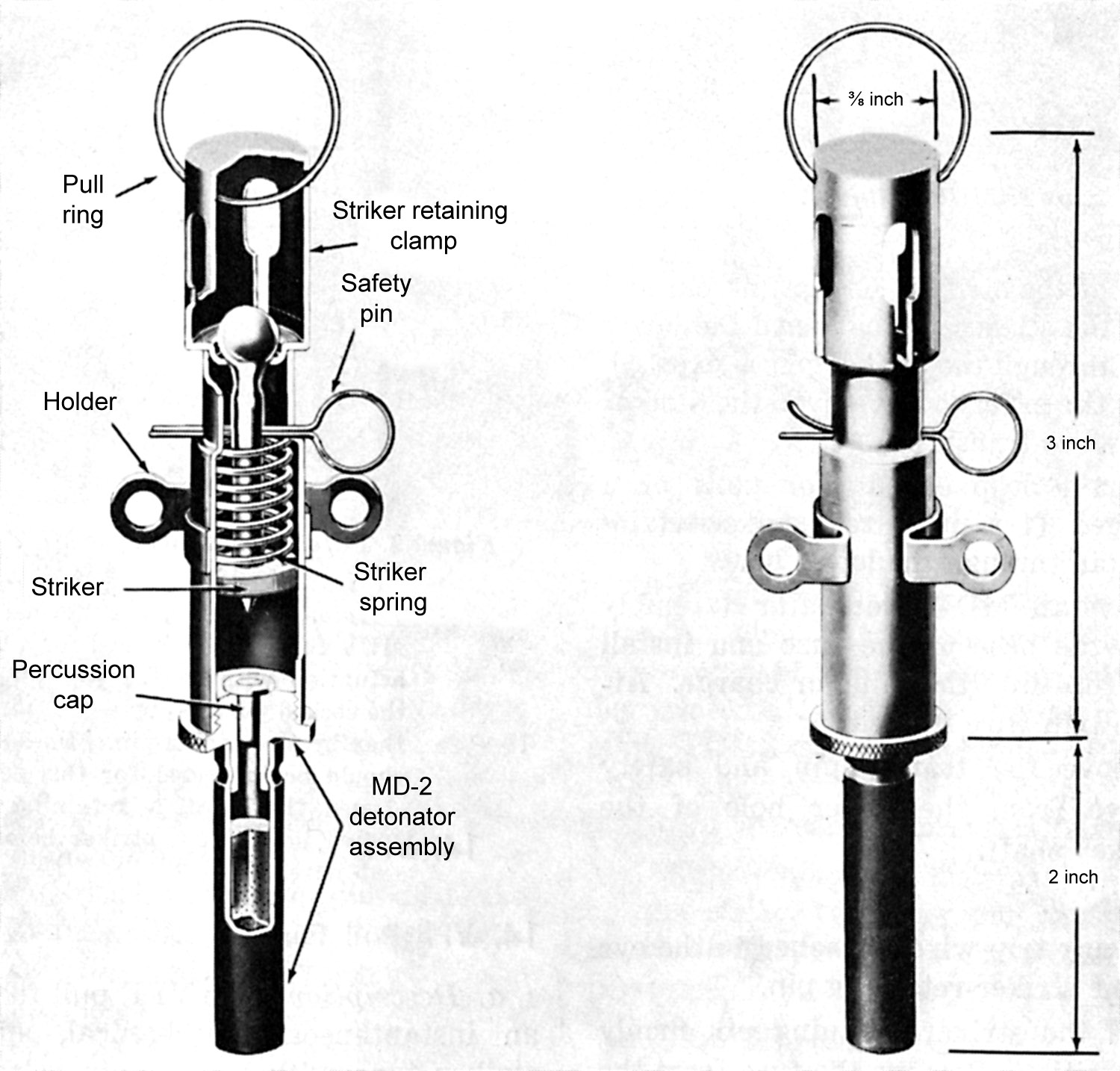
ソビエト連邦のブービートラップ発火装置 - pull fuze: 通常はトラップワイヤと接続される。
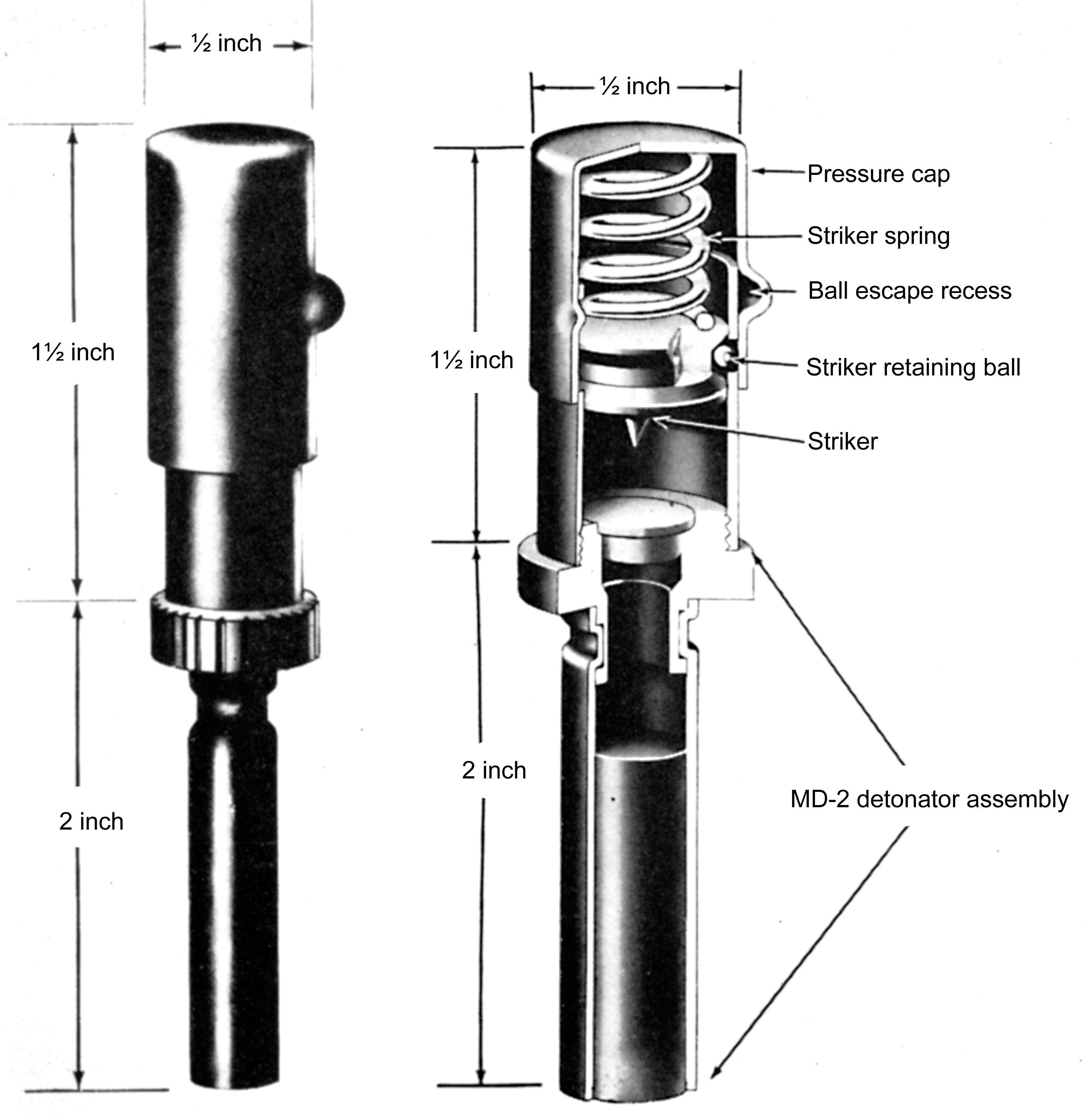
ソビエト連邦のブービートラップ発火装置 - pressure fuze: